# Piła VI
Piła VI (ang. Saw VI) – szósta część filmu o psychopatycznym zabójcy z gatunku horror / thriller / gore, którego premiera miała miejsce 22 października 2009 (na świecie) i 23 października (Polska, USA). W filmie tym, w nagrodę za zwycięstwo w amerykańskim programie Scream Queens, wystąpiła aktorka amatorka Tanedra Howard. W programie tym wystąpiła także modelka polskiego pochodzenia – Joanna Krupa
Szóstym Reżyserem filmu został Kevin Greutert, który był montażystą poprzednich pięciu części filmu. Jest to zarazem jego debiut reżyserski. Scenariusz został ponownie napisany przez duet Dunstan/Melton.

## Fabuła
Kolejna część historii psychopatycznego mordercy Jigsawa. Jego nową ofiarą zostaje przedsiębiorca ubezpieczeniowy William Easton, który kilka lat wcześniej nie udzielił pożyczki umierającemu Johnowi Kramerowi - pierwszemu Jigsawowi. Tymczasem policja jest coraz bliżej poznania tożsamości mordercy.

## Obsada
- Tobin Bell – John Kramer / Jigsaw
- Shawnee Smith – Amanda Young
- Costas Mandylor – Mark Hoffman
- Betsy Russell – Jill Tuck
- Mark Rolston – Dan Erickson
- Peter Outerbridge – William Easton
- Shauna MacDonald – Tara
- Devon Bostick – Brent
- Samantha Lemole – Pamela Jenkins
- Darius McCrary – Dave
- Shawn Mathieson – Josh
- Melanie Scrofano – Gena
- Karen Cliche – Shelby
- James Gilbert – Aaron
- Larissa Gomes – Emily
- Tanedra Howard – Simone
- Marty Moreau – Eddie
- Shawn Ahmed – Allen
- Janelle Hutchison – Addy
- Caroline Cave – Debbie
- Athena Karkanis – Agentka Lindsay Perez
- George Newbern – Harold
- Mpho Koaho – Tim